# 박정수 (야구 선수)
박정수(朴正洙, 1996년 1월 29일 ~ )는 KBO 리그 두산 베어스의 투수이다.

## KIA 타이거즈시절
2014년 신인 드래프트에서 2차 7라운드 지명을 받아 입단하였다. 2015년 6월 3일 두산 베어스와의 경기에 구원 등판하며 데뷔 첫 경기를 치렀고, 경기에서 2이닝 1실점을 기록했다.

## 경찰 야구단시절
입단 첫 해부터 선발 투수로 활동하며 11승 1패로 퓨처스리그 다승왕을 차지했다.

## KIA 타이거즈복귀
2017년에 복귀하였다.

## NC 다이노스시절

### 2020년 시즌
8월 12일, 당시 KIA 타이거즈 소속이었던 그와 문경찬, NC 다이노스 소속이었던 김태진, 장현식과 2:2 트레이드를 통해 이적하였다.
10월 3일 삼성 라이온즈와의 더블 헤더 2차전에서 선발 등판해 5.1이닝 2피안타, 3볼넷, 5탈삼진, 1실점을 기록하며 데뷔 6년만에 첫 승을 기록했다.
시즌 22경기에 등판해 33이닝 1승 1패, 2홀드, 29탈삼진을 기록했다.

## 두산 베어스시절
2021년 5월 20일에 FA를 통해 NC 다이노스로 이적한 이용찬의 보상 선수로 지명돼 이적하였다.

## 출신 학교
- 서울청구초등학교
- 이수중학교
- 야탑고등학교

## 통산 기록
| 연도 | 팀명  | 평균자책점 | 경기 | 완투 | 완봉 | 승 | 패 | 세 | 홀 | 승률  | 타자 | 이닝 | 피안타 | 피홈런 | 볼넷 | 사구 | 탈삼진 | 실점 | 자책점 |
| ---- | ----- | ---------- | ---- | ---- | ---- | -- | -- | -- | -- | ----- | ---- | ---- | ------ | ------ | ---- | ---- | ------ | ---- | ------ |
| 2015 | KIA   | 5.53       | 19   | 0    | 0    | 0  | 3  | 0  | 0  | 0.000 | 197  | 42⅓  | 47     | 4      | 19   | 6    | 25     | 31   | 26     |
| 2018 | KIA   | 11.48      | 11   | 0    | 0    | 0  | 0  | 0  | 0  | -     | 66   | 13⅓  | 17     | 2      | 5    | 3    | 16     | 18   | 17     |
| 2019 | KIA   | 12.60      | 3    | 0    | 0    | 0  | 0  | 0  | 0  | -     | 27   | 5    | 10     | 0      | 4    | 1    | 2      | 7    | 7      |
| 2020 | NC    | 4.64       | 22   | 0    | 0    | 1  | 1  | 0  | 2  | 0.500 | 144  | 33   | 25     | 4      | 24   | 6    | 29     | 17   | 17     |
| 2021 | 두산  | 7.42       | 12   | 0    | 0    | 3  | 3  | 0  | 0  | 0.500 | 143  | 30⅓  | 38     | 5      | 14   | 3    | 26     | 27   | 25     |
| 2022 | 두산  | 3.20       | 13   | 0    | 0    | 1  | 1  | 0  | 0  | 0.500 | 83   | 19⅔  | 17     | 1      | 9    | 1    | 18     | 7    | 7      |
| 2023 | 두산  | 4.17       | 25   | 0    | 0    | 1  | 0  | 1  | 0  | 1.000 | 165  | 36⅔  | 37     | 1      | 18   | 6    | 28     | 22   | 17     |
| 2024 | 두산  | 5.16       | 29   | 0    | 0    | 1  | 2  | 0  | 4  | 0.333 | 137  | 29⅔  | 38     | 2      | 12   | 2    | 22     | 18   | 17     |
| 통산 | 8시즌 | 5.70       | 134  | 0    | 0    | 7  | 10 | 1  | 6  | 0.412 | 962  | 229  | 191    | 19     | 105  | 28   | 166    | 147  | 133    |